# Níhov
Níhov (in tedesco Nihow) è un comune della Repubblica Ceca facente parte del distretto di Brno-venkov, in Moravia Meridionale.